# Factor tissular

La cascada de la coagulació.

El factor tissular, factor també anomenat teixit de plaquetes, el factor III, tromcinasa o CD142, és una proteïna present en el teixit subendotelial, plaquetes i leucòcits necessaris per a l'inici de la trombina formació del zimogen protrombina.
Un sinònim incorrecte és tromboplastina. Històricament, la tromboplastina va ser un reactiu de laboratori, en general prové de fonts placentàries, usat en l'anàlisi del temps de protrombina. La tromboplastina, per si mateixa, pot activar la via extrínseca de la coagulació. Quan es manipulen al laboratori, pot ser creat un derivat anomenat tromboplastina parcial. La tromboplastina parcial va ser utilitzada per mesurar la via intrínseca. Aquesta prova es diu temps de tromboplastina parcial activada (TTPA). No va ser fins molt més tard que els subcomponents de la tromboplastina i de la tromboplastina parcial es van identificar. La tromboplastina és la combinació d'ambdós fosfolípids i el factor tissular, ambdós necessaris en l'activació de la via extrínseca. No obstant això, només la tromboplastina parcial és un fosfolípid, i no el factor tissular. El factor tissular no és necessari per activar la via intrínseca.
Aquest factor permet a les cèl·lules iniciar la cascada de coagulació de la sang, i funciona com el receptor d'alta afinitat pel factor VII. El complex resultant proporciona un catalitzador que és responsable de la iniciació de la cascada de la coagulació de la proteasa mitjançant una proteòlisi limitada específica. A diferència dels altres cofactors d'aquestes cascades de la proteasa, que circulen com a precursors no funcionals, aquest factor és un iniciador potent i que és totalment funcional quan s'expressa en la superfície cel·lular. Hi ha tres camps diferents d'aquest factor: extracel·lular, transmembrana i citoplasmàtic. Aquesta proteïna és l'únic en la via de coagulació per als quals no s'ha descrit una deficiència congènita. A més del factor tissular unit a la membrana, la forma soluble del factor tissular també es troba com a resultat de les transcripcions de l'ARNm de factor tissular de l'splicing alternatiu, en què l'exó 5 està absent i l'exó 4 s'empalma directament amb l'exó 6.